# Zaluzianskya isanthera
Zaluzianskya isanthera är en flenörtsväxtart som beskrevs av O.M. Hilliard. Zaluzianskya isanthera ingår i släktet Zaluzianskya och familjen flenörtsväxter. Inga underarter finns listade i Catalogue of Life.